# Ahmad Alenemeh
Ahmad Alenemeh (nacido el 20 de octubre de 1982) es un jugador de fútbol iraní que actualmente juega para el Naft Tehran. Es conocido por su capacidad de rematar.

## Carrera
Mostró una excelente actuación para el Foolad, llegando a anotar goles desde una larga distancia contra el Esteghlal y Persépolis. Se fue al Sepahan para la temporada 2009-2010 en donde jugó la mayor parte de la temporada como lateral izquierdo del equipo. Se fue al Shahin Bushehr la temporada siguiente y se quedó allí durante una temporada uniéndose al Tractor Sazi, en donde ayudó al club a estar en segundo lugar. En el verano de 2012, Alenemeh se unió al Naft Tehran.

### Carrera internacional
Empezó a jugar para la Selección de fútbol de Irán en 2008. El 1 de junio de 2014, fue seleccionado por Carlos Queiroz para jugar la Copa Mundial de Fútbol de 2014.